# Naaba Sonré
 (août 2019).
Si vous disposez d'ouvrages ou d'articles de référence ou si vous connaissez des sites web de qualité traitant du thème abordé ici, merci de compléter l'article en donnant les références utiles à sa vérifiabilité et en les liant à la section « Notes et références ».
Naaba Sonré ou Naaba Sõõré, né le 9 septembre 1941 et mort le 30 juillet 2019, est le trente-et-unième roi du royaume de Boussouma, l'un des cinq principaux royaumes mossis du Burkina Faso.

## Biographie
Né le 9 septembre 1941, il a été intronisé roi le 30 décembre 1967, à la mort de son père le roi Naaba Wobgo. Il était le plus ancien des cinq rois mossis sur le trône (depuis 44 ans). Sa mère se nomme Pognéeré. Son nom de règne est "Yibeog andg gaben kon zeeng sonré", soit "l'éclat de l'étoile du matin ne saurait égaler celui du soleil levant". Son nom de naissance est Salfo Théodore Ouédraogo et son nom de règne Naaba Sonré.
Il eût maille à partir avec le Moogho Naaba Kougri épaulé par les politiciens d'alors au sujet de la nomination par le roi (dima) de Ouagadougou du chef de canton de Soubeira, pourtant relevant du Royaume de Boussouma dont il est le roi. Il s'y opposa catégoriquement en levant même une armée pour empêcher le retour de Boulaye à Soubeira. Il réussit mais le pouvoir prétexta pour annoncer qu'il n'est plus Roi au grand mépris des coutumes. Toute la population a fait corps avec son Roi et a fait échec à la conspiration. Mais le problème de Soubeira demeura puisqu'un chef de canton légitime (Naaba Karfo) a été entre-temps nommé à Boussouma, provoquant la résistance des partisans de Boulaye.
Régulièrement élu député à l'Assemblée nationale, il a siégé comme député de l'opposition représentant la province du Sanmatenga (dans le royaume de Boussouma) et s'est battu pour une émergence de son royaume. Il a travaillé comme attaché administratif.
Son fils Karim Donald Ouédraogo lui succède en août 2019 et prend le nom de règne de Naaba Sigri, deuxième du nom.